# موشک کایروس-۱
موشک کایروس-۱ (انگلیسی: Space One KAIROS) (カイロスロケット)، موشک سوخت جامدژاپنی است که برای پرتاب ماهواره‌های کوچک با جرم تا ۲۵۰ کیلوگرم به مدار پایینی زمین و تا ۱۵۰ کیلوگرم در مدار خورشیدهمگام توسط شرکت خصوصی پرواز فضایی اسپیس وان طراحی شده است. . این شامل ۳ مرحله سوخت جامد و یک مرحله فوقانی پیشران مایع است.
در سال ۲۰۲۴ موشک کایروس-۱، طراحی شده توسط اسپیس وان به عنوان اولین موشک ساخت خصوصی ژاپن، چند ثانیه پس از پرتاب اولیه خود از کوشیموتو، واکایاما، استان واکایاما منفجر شد.